# Astorhortane
Die Astorhortane sind zwei kleine Felsvorsprünge im ostantarktischen Königin-Maud-Land. Sie ragen 6,5 km südöstlich des Mount Ramenskiy im südöstlichen Ausläufer des Wohlthatmassivs auf.
Teilnehmer der Dritten Norwegischen Antarktisexpedition (1956–1960) kartierten sie anhand von Luftaufnahmen und Vermessungen. Sie benannten die Formation nach Astor Erstsen (1933–2008), Meteorologe bei dieser Forschungsreise.